# جون تود (رجل أعمال)
جون تود (بالإنجليزية: John Todd)‏ هو شخصية أعمال نيوزيلندي، ولد في 12 فبراير 1927 في ويلينغتون في نيوزيلندا، وتوفي في 29 يوليو 2015.